# Pseudacris regilla
Pseudacris regilla és una espècie de granota que es troba al nord de Califòrnia.